# Sfera Ebbasta (album)
Sfera Ebbasta è il secondo album in studio del rapper italiano omonimo, pubblicato dalla Def Jam il 9 settembre 2016 e distribuito dalla Universal Music Italia.

## Descrizione
Anticipato dai singoli BRNBQ e Figli di papà, l'album si discosta dalle tematiche più street affrontate nel precedente XDVR in favore di argomenti più ampi, pur mantenendo le sonorità trap degli esordi.
Supportato da una promozione anche a livello televisivo e radiofonico, partecipando a trasmissioni come Matrix Chiambretti e Albertino Everyday, il disco ottenne un ottimo successo in Italia, debuttando in vetta alla Classifica FIMI Album ed entrando anche in classifiche di vari paesi europei. Nell'ottobre 2016, dopo il successo ottenuto dall'album, inizia lo Sfera Ebbasta Tour che fa tappa in molte città italiane per tutto l'inverno.

## Tracce
Testi di Gionata Boschetti, eccetto dove indicato, musiche di Paolo Alberto Monachetti, eccetto dove indicato.
1. Equilibrio – 3:05 (musica: Paolo Alberto Monachetti, Wealstarr)
2. Figli di papà – 3:25
3. Balenciaga (feat. SCH) – 2:49 (testo: Gionata Boschetti, SCH)
4. Notti – 2:50
5. Visiera a becco – 3:07
6. No No – 4:00
7. BRNBQ – 3:44
8. Bang Bang – 2:29 (musica: Paolo Alberto Monachetti, Christian Mazzocchi)
9. Quello che non va – 3:14
10. Cartine Cartier (feat. SCH) – 3:30 (testo: SCH, Gionata Boschetti – musica: Djamel Fezari, Aurélien Mazin, Paolo Alberto Monachetti)
11. BHMG – 2:41

## Formazione
- Sfera Ebbasta – voce
- Charlie Charles – produzione, registrazione, coproduzione (traccia 10)
- Marco Zangirolami – missaggio
- Reuben Cohen – mastering
- Wealstarr – coproduzione (traccia 1)
- SCH – voce (tracce 3 e 10)
- Chris Nolan – coproduzione (traccia 8)
- Kore – produzione (traccia 10)

## Classifiche

### Classifiche settimanali
| Classifica (2016) | Posizione massima |
| ----------------- | ----------------- |
| Belgio (Vallonia) | 31                |
| Francia           | 165               |
| Italia            | 1                 |
| Svizzera          | 35                |

### Classifiche di fine anno
| Classifica (2020) | Posizione |
| ----------------- | --------- |
| Italia            | 87        |
| Classifica (2022) | Posizione |
| Italia            | 68        |
| Classifica (2023) | Posizione |
| Italia            | 43        |
| Classifica (2024) | Posizione |
| Italia            | 46        |